# Веллінгтон (графство, Онтаріо)
Графство Ве́ллінгтон (англ. Wellington County) — графство у провінції Онтаріо, Канада. Графство — переписний район та адміністративна одиниця провінції Онтаріо: ділиться на сім муніципалітетів із їх адміністрацією в місті Гвелф. Останнє місто в саме графство не входить, а є окремим муніципалітетом.
- Центр-Веллінгтон (англ. Centre Wellington)
- Ервин (англ. Erin)
- Гвелф (англ. Guelph)
- Гвелф-Емамоса (англ. Guelph-Eramosa)
- Майпелтон (англ. Mapleton)
- Минтс (англ. Mints)
- Пуслинч (англ. Puslinch)
- Веллінгтон-Північ (англ. Wellington North)